# Geositta crassirostris
Geositta crassirostris là một loài chim trong họ Furnariidae.